# لو أنديرس
لو أنديرس (بالإنجليزية: Lou Anders) (13 مارس 1967، برمنغهام في الولايات المتحدة)؛ صحفي وروائي أمريكي.